# 一木朋美
一木 朋美（いちき ともみ、1983年10月21日 - ）は日本の女性ファッションモデル。特技はモダンバレエ。タイクーンモデルエージェンシー所属。

## 出演

### 雑誌
- MORE
- non-no
- 月刊BOB

### Still
- モバイルgoo
- JIMTOF
- awalk (web)

### CM
- 日産 [マーチ]

### Show
- h.NAOTO
- Watanabe Koji
- ポーランド祭
- GAMO [ヘアーショー]
- ヘアスタイリスト協会 ニューヘアーモード
- ＴＭラインヘア [ヘアーショー]
- 表参道コレクション
- FUTURE'S RODE DESING [TONY&GUY]

...etc.